# Promachus rhopalocera
Promachus rhopalocera là một loài ruồi trong họ Asilidae. Promachus rhopalocera được Karsch miêu tả năm 1888.